# 추이더치
추이더치(崔德祺(최덕기), 1912년 2월 29일 ~ 2007년 10월 24일)는 마카오의 서예가 겸 기업인 출신 전직 정치인이다.

## 발자취
포르투갈령 마카오에서 태어난 그는 국민정부 시대 중화민국 대륙 본토 광둥 성(신후이)에서 갓난아이 시절을 보냈으며 4세 때 포르투갈령 마카오로 돌아온 그는 훗날 포르투갈령 마카오 및 영국령 홍콩 등지에서 서예가로 본격 성공하면서 포르투갈령 마카오 시대 말기에 황금 연꽃 훈장과 그레이트 로터스 메달 등을 수상했으며, 포르투갈령 마카오 퉁산탕 중앙후원회 부회장(훗날 동 중앙후원회장 겸 중앙대표최고위원장), 포르투갈령 마카오 주재 중화인민공화국 상공회의소 부회장, 마카오 건축 부동산 협회 명예회장, 마카오 자치행정 기본 율법 홍보협회 회장(훗날 동회 명예회장)을 지냈다. 그 이후 마카오 주재 중공 신후이 동향 타운십 동맹회 회장, 마카오 선위안 서예협회 회장 겸 이사장, 마카오 미러 콘서트 협회 회장 겸 이사장, 마카오 건설 부동산 유한 공사 회장 등을 지냈다.
그의 맏딸(추이샤오위)이 결혼해 출가 및 미국 시카고 이민을 하고 나서 두 아들이 각자 미국 및 포르투갈 유학 시절 가운데 일부 기간이던 1980년부터 1984년까지 포르투갈령 마카오 입법위원회 대표입법위원 등을 지낸 그는 2007년 10월 24일, 향년 95세로 하세한 후 마카오 상 미겔 묘지에 묻혔다.
부인과 사이에 얻은 자녀는 슬하 1남 2녀(맏딸 추이샤오위, 맏아들 추이스핑, 막내아들 추이스예 등 3남매)가 있다.